# Taddan
Taddan is een bestuurslaag in het regentschap Sampang van de provincie Oost-Java, Indonesië. Taddan telt 5803 inwoners (volkstelling 2010).